# Abdoulaye Hissène
Abdoulaye Hissène, né le 1er janvier 1967, à Akourousoulba, dans la préfecture de Bamingui-Bangoran, en République centrafricaine, est un chef de guerre et homme politique centrafricain, général chargé du commandement du Front populaire pour la renaissance de la Centrafrique (FPRC), sanctionné par les institutions internationales pour de multiples crimes de guerre.

## Biographie

### Famille et origines
Il naît le 1er janvier 1967, dans le village d'Akourousoulba, près de la frontière avec le Tchad. Sa famille, musulmane, appartient à l'ethnie Runga. Son père est garde environnemental, chargé de la surveillance des aires protégées de la région. Dans sa jeunesse, le père d'Hissène lui apprend, ainsi qu'à ses frères et sœurs, la chasse et le maniement des armes. Selon d'autres sources, son père est Abba Adoum Kette, collectionneur de diamants influent de Bria. Un de ses fils serait le chef de guerre Mahamet Saleh. 

### Carrière professionnelle
Dans les années 1990 et 2000, Hissène fait carrière dans le commerce des minéraux. Il travaille comme négociant en diamants et en or pour la société centrafricaine SODIAM. Après avoir accumulé de multiples dettes, il s'enfuit au Tchad en 2009 pour échapper à ses créanciers. À 40 ans, il se lance dans la vente de voitures de luxe, activité qui lui permet de nouer des relations d'affaires avec l'entourage du président tchadien, Idriss Déby, ainsi qu'avec des hommes d'affaires influents. À l'aide de fausses pièces d'identité tchadiennes, il ouvre deux comptes bancaires qu'il utilise entre 2009 et 2010, l'un à la Société générale et l'autre à la United Bank of Africa (UBA), dans sa succursale de N'Djamena, la capitale du Tchad.

### Actions militaires durant la guerre civile
En 2009, il rejoint le groupe rebelle centrafricain Convention des patriotes pour la justice et la paix (CPJP). Il s'autoproclame président de la CPJP en 2011. De 2009 à 2012, il fait fortune grâce au commerce des diamants, ses combattants étant dans le même temps responsables de multiples crimes de guerre. 
En septembre 2015, il ordonne à ses combattants de tuer un garçon musulman de 17 ans à Bangui, afin de répandre des rumeurs selon lesquelles les anti-balaka ont commis ce crime pour inciter à la violence dans la capitale, Bangui,. Il donne également l'ordre à ses troupes de tirer sur les personnes participant au référendum du 17 décembre 2015, tuant au moins cinq d'entre eux. Le 15 mars 2016, il est arrêté par la police, avant que ses hommes ne prennent d'assaut son lieu de détention pour le libérer. Le 19 juin 2016, un groupe de combattants qu'il dirige enlèvent cinq policiers à Bangui.
Le 12 août 2016, il décide de fuir le quartier PK5 de Bangui. Avec Haroun Gaye et Hamit Tidjani, ils peignent sept véhicules en blanc, de couleur similaire à ceux de l'ONU. 35 ex-combattants de la Seleka lourdement armés le suivent. En traversant un point de contrôle, un soldat leur tire dessus, tuant un combattant. À Damara, ils affrontent à nouveau des soldats. Un combattant, tombé du véhicule, est tué par les anti-balaka. À Sibut, la MINUSCA tente de stopper le convoi. Ils abandonnent leurs véhicules et la MINUSCA arrête 11 combattants, mais Gaye et Hissène parviennent à s'enfuir à pied. Début septembre 2016, il arrive à N'Délé avec Gaye. De là, le groupe se rend à Siki Kedi et N'Da dans la préfecture de Vakaga où ils rencontrent Noureddine Adam, avant de se rendre à Bria pour assister à l'Assemblée générale de la faction anciennement appelée Seleka. En novembre 2016, lors d'affrontements à Bria, il ordonne à des groupes de miliciens de tuer des civils peuls. Il attise ainsi les tensions ethniques, encourageant les combattants anti-balaka à attaquer le groupe armé Unité pour la paix en Centrafrique. En août 2018, il est missionné par le Front populaire pour la renaissance de la Centrafrique pour participer à une réunion diplomatique à Khartoum, à la suite de laquelle est signée la déclaration d'entente de Khartoum. 
En 2019, il épouse la fille du sultan de Birao. 
En 2020, il refuse de rejoindre la Coalition des patriotes pour le changement (CPC). En février 2021, il bloque une cargaison d'armes destinée aux combattants du CPC.

### Fonctions politiques
En août 2012, Abdoulaye Hissène reçoit un poste ministériel dans le cadre d'un accord de paix avec le gouvernement. De mars 2013 à janvier 2014, il est ministre de la Jeunesse et des Sports sous la présidence de Michel Djotodia. De février à août 2014, il devient ministre et conseiller présidentiel pour la jeunesse sous la présidence de Samba-Panza. En juin 2014, il est nommé premier conseiller du Front populaire pour la renaissance de la République centrafricaine (FPRC), nouveau groupe qui prend la suite de l'organisation Seleka.
Dès 2019, il se rapproche du pouvoir centrafricain, jusqu'à obtenir une autorisation officielle de port d'arme. Plusieurs logements lui sont attribués, et une importante indemnité financière lui est versée.

### Sanctions
Abdoulaye Hissène est placé sous mandat d'arrêt de le justice centrafricaine en 2018, et jugé par contumace à Bangui le 23 juin 2018. Avant cela, en 2017, l'Organisation des Nations Unies et les États-Unis lui imposent des sanctions en raison de sa responsabilité dans les crimes de guerre et les crimes contre l'humanité commis par ses troupes. 
Ses avoirs sont gelés par la justice de son pays en juin 2017.